# Доцибилис II
Доцибилис II (итал. Docibilis II; ок. 890 — ок. 954) — правитель Гаэты.

## Биография

### Правление
Сын ипата (архонта) Гаэты Иоанна I. Приблизительно с 906 года соправитель отца.
Участник битвы при Гарильяно (915).
Начиная с 930 года вместе с титулом ипата (hypatus) использовал титул герцога (dux).
После смерти отца (933/934) — единоличный правитель Гаэты. Старался стать независимым от Византии правителем княжества. С 939 года называл себя консулом.
Умер не ранее 954 и не позднее 957 года.

### Семья
Жена — Орания. Дети:
- Иоанн II, герцог Гаэты, с 939 года соправитель отца.
- Леон (Лев)
- Марин II, герцог Фонди, с 978 года — герцог Гаэты
- Мария, жена принца Капуи.